# Rock Flowers (gruppo musicale)
Rock Flowers è stato un gruppo musicale formato nel 1971 negli Stati Uniti e connesso con le bamboline omonime prodotte dalla Mattel. La band ha debuttato infatti cantando le canzoni incise sui microsolchi allegati ai personaggi Iris, Lilac, Rosemary, Heather e Doug, per poi ritagliarsi una propria breve carriera discografica indipendente.

## Storia
Le Rock Flowers vennero formate come controparte "reale" delle bambole omonime della Mattel nel 1971, quando la linea venne messa in commercio, con il compito di cantare le canzoni incise nei dischi distribuiti con la linea di giocattoli.
Il trio, composto inizialmente da Rindy Dunn, Debra Clinger e Ardie Tillman, venne creato sotto la supervisione di Wes Farrell, produttore e autore musicale di numerosi successi discografici degli anni sessanta, tra i quali i dischi dei Partridge Family. Incidevano per la Wheel Records, una sussidiaria della RCA.
Il gruppo era formato da tre cantanti di talento. La bionda e alta Rindy Dunn, che incarnava il personaggio di Heather, cantante, ballerina, modella e attrice fin dall'età di 5 anni, apparsa in numerosi show televisivi, spot pubblicitari e spettacoli teatrali, suonatrice di pianoforte, chitarra e dulcimer.
Debra Clinger (anche conosciuta come Debby o Debbie), che impersonava Lilac, aveva già fatto parte, assieme a tre sorelle, del gruppo di The Clinger Sisters, un quartetto femminile che aveva riscosso un certo successo durante gli anni sessanta, apparendo in concerto e spettacoli televisivi sui canali nazionali fin da bambine e incidendo qualche singolo. Il gruppo si sciolse in seguito al matrimonio della sorella Melody Clinger. Nella seconda metà degli anni settanta, più precisamente tra il 1976 e il 1978, Debbie Clinger viene coinvolta nel gruppo glam Kaptain Kool and the Kongs, creato appositamente come parte dello show televisivo per ragazzi The Krofft Supershow. Debra Clinger fa parte delle Rock Flowers solamente nei primi tempi, e per la realizzazione dell'album Rock Flowers, dal secondo album, Naturally viene sostituita da Jacqui Wiseman.
Ardie Tillman, che impersonava Rosemary, di origini francesi, indiane e africane, aveva esordito in un trio composto da fratelli e sorelle.

## Formazione
- Rindy Dunn (Heather): voce
- Debra Clinger (Lilac, 1971): voce
- Jacqui Wiseman (Lilac, 1972): voce
- Ardie Tillman (Rosemary): voce

## Discografia parziale

### Album
- 1971 - Rock Flowers (Wheel Records, LP)
- 1971 - Naturally (Wheel Records, LP)

### Singoli
- 1971 - Heather Sing My Song/Rock Flowers Sweet Times (Mattel, 6" allegato alla bambola Heather)
- 1971 - Lilac Good Company/Rock Flowers Sweet Times (Mattel, 6" allegato alla bambola Lilac)
- 1971 - Rosemary Mixin' Matchin' Day/Rock Flowers Sweet Times (Mattel, 6" allegato alla bambola Rosemary)
- 1971 - Iris/Rock Flowers (Mattel, 6" allegato alla bambola Iris)
- 1971 - You Shouldn't Have Set My Soul On Fire/Sunday Dreaming (Wheel Records, 7")
- 1972 - Number Wonderful (Wheel Records, 7")
- 1972 - Put A Little Love Away (Wheel Records, 7")
- 1972 - See No Evil/Image Of You (Wheel Records, 7")
- 1972 - Mother You Smother You/Number Wonderful (RCA, 7")
- 1972 - Double Scoop (Wheel Records, 7")